# Nader Guirat
Nader Guirat ( em árabe da Tunísia: نادر قيراط  pronunciado [ˈnɛːder ɡiːrˤɑːtˤ] //) (nascido a 16 de maio de 1986) é um cantautor e músico de pop-rock tunisino. Nader ganhou o título Star Academy na 5ª temporada do reality show de talentos. Ele se converteu no primeiro vencedor na história do programa que principalmente realizou um repertório de canções não-árabes interpretando diversos géneros como pop, rock, house, acústico e varieté française (variedade francesa), em inglês, francês, italiano, espanhol e árabe. Interpretou canções de Tina Areia, Chris de Burgh, Alessandro Safina, Cheb Khaled, Akram Sedkaoui, Amel Bent, Nadia, Yves Larock, Karl Wolf, Massari, Hot Banditoz e Ahmed Al-Sherif.

## Biografia
Nader Guirat nasceu a 16 de maio de 1986, na zona costeira da cidade de Sousse, Tunísia, filho de Nejib Guirat, um homem de negócios e Raoudha Boukthir. Os seus irmãos menores são Nahed e Zied.
A sua primeira actuação em público foi aos cinco anos na escola, onde interpretou canções do veterano cantor egípcio Abdul Halim Hafiz. Numa entrevista com a revista local Le Temps, narrou sobre a primeira vez que se desafiou a si mesmo para converter-se num cantor, enquanto via televisão com seu pai.
Guirat notou que a música acústica, pop e rock eram mais do seu estilo enquanto aprendia guitarra aos 14 anos. Ainda que a sua atenção estivesse dividida entre a música e o desporto, tentando as artes marciais, futebol e ténis, formou a sua primeira banda, 'Hypnos', aos 15 anos, e gravou o seu primeiro demo, cantando e produzindo o seu primeiro álbum com a banda, com canções em francês e em inglês.

### The Jasmine's Calling
A 7 de setembro de 2012 anunciou no Facebook o lançamento do seu mais recente single "The Jasmine's Calling', o qual foi subido em sua página de fãs com o título "Pour une Tunisie Livre et Moderne" (para uma livre e moderna Tunísia). A canção, composta por Guirat, seguiu à recente agitação em Tunísia após a revolução tunisina de janeiro de 2011, apelidada pelos meios de comunicação internacionais 'A Revolução dos Jazmines', Resultado de cada vez mais frustrados tunisinos que viam o desenvolvimento lento e partidos políticos no poder sem fazer nada. A canção envia uma mensagem a todo o povo a se unir como 'um' para o futuro do seu país e deixar de lado suas diferenças religiosas e políticas, explicou Guirat numa entrevista com o diário nacional 'Al-Chourouk. A canção é uma compilação de música rock com um toque oriental exibido no uso de instrumentos tais como a flauta de Médio Oriente, o  Ney e o Darabuka.
'The Jasmine’s Calling' foi composto por Guirat, com letras de Ramona, arranjos de Elyes Bouchoucha, orquestração e mistura de Studio Event, na Tunísia e masterização no Cor Sound Studio, de Paris, França.
A promoção do tema na Tunísia na estação de rádio Jawhara FM permitiu a Guirat falar a respeito dos seus planos de mudar-se para Paris, França, como a sua nova residência permanente. Guirat explicou que tem encontrado a cena musical parisiense mais atraente para as suas ambições. Acrescentou também que em França os seus planos incluem trabalhar em mais canções que tem para seu álbum de estreia.
Nader recebeu um prémio da estação radiofónica tunisina 'Jawhara FM' como melhor canção do ano por 'L'Ange Perdu'.  O prémio foi apresentado a ele numa emissão ao vivo.

## Discografia
- "L'Ange Perdu" (2009)
- "Reve-Helma" (2011)
- "Estou a Esperar" (2012)
- "El Jazmín de la Vocación" (setembro de 2012)